# Diócesis de Comodoro Rivadavia
La diócesis de Comodoro Rivadavia (en latín: Dioecesis Rivadaviae) es una circunscripción eclesiástica de la Iglesia católica en Argentina. Se trata de una diócesis latina, sufragánea de la arquidiócesis de Bahía Blanca. El 22 de febrero de 2024 el papa Francisco designó como nuevo obispo diocesano a  Jorge Luis Wagner, quien se venía desempeñando como obispo auxiliar de Bahia Blanca.

## Territorio y organización
La diócesis tiene 50 946 km² y extiende su jurisdicción sobre los fieles católicos de rito latino residentes en la provincia del Chubut en los departamentos de: Escalante, Río Senguer y Sarmiento.

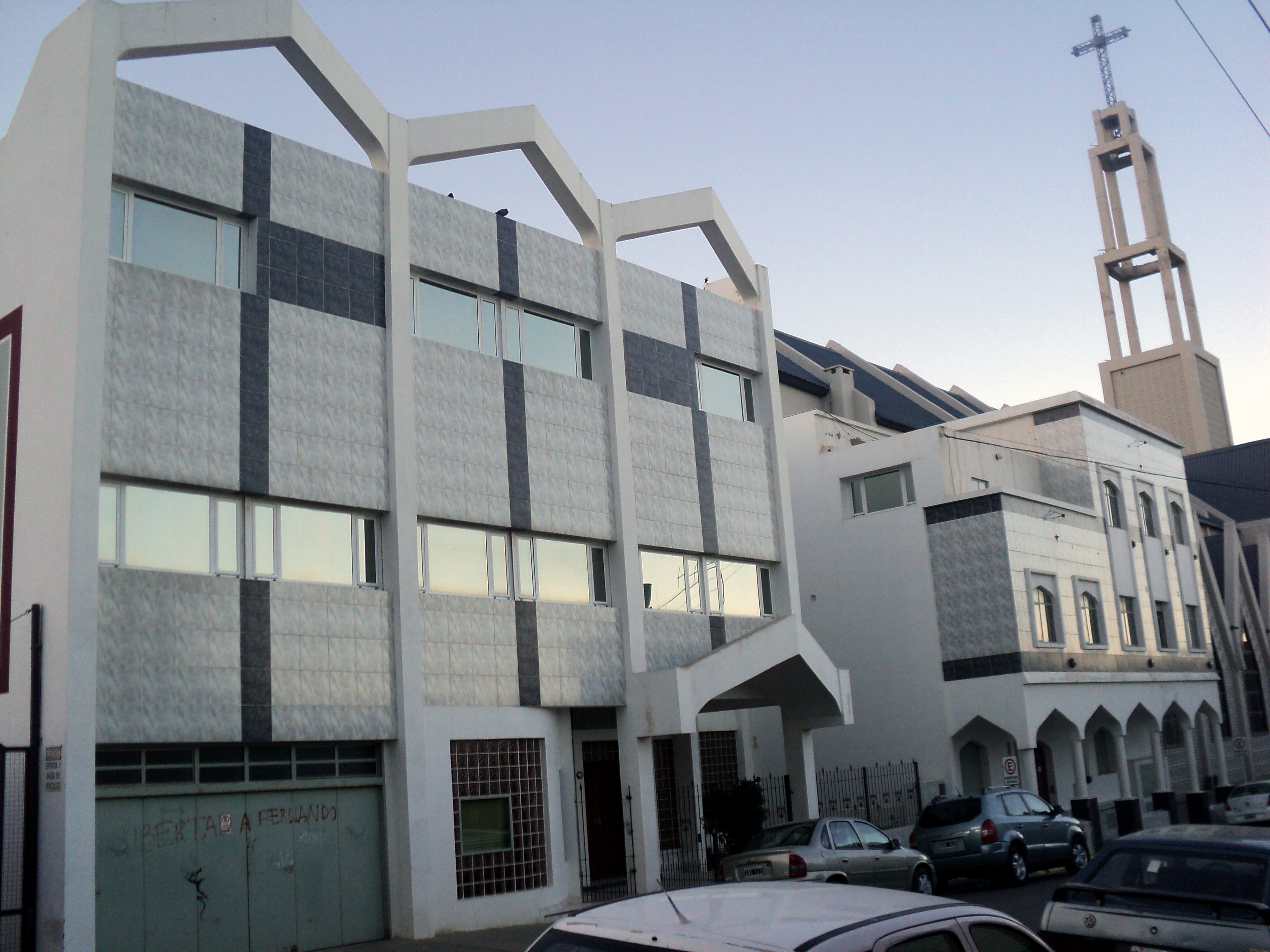
La sede del obispado de la diócesis de Comodoro Rivadavia, atrás de la catedral

La sede de la diócesis se encuentra en la ciudad de Comodoro Rivadavia, en donde se halla la Catedral de San Juan Bosco.
En 2023 en la diócesis existían 18 parroquias (luego de la creación de la diócesis de Rawson):
El Decanato Sur comprende las parroquias (17) y comunidades de Comodoro Rivadavia, Rada Tilly, Sarmiento, Río Mayo, Alto Río Senguer, Aldea Beleiro, Ricardo Rojas, Aldea Apeleg, Facundo, Buen Pasto, y Lago Blanco.
- Catedral de San Juan Bosco, en Comodoro Rivadavia
- Nuestra Señora de Guadalupe, en Comodoro Rivadavia
- Nuestra Señora de Lourdes, en Comodoro Rivadavia
- María Auxiliadora, en Comodoro Rivadavia
- Nuestra Señora de Luján, en Comodoro Rivadavia
- San Jorge, en Comodoro Rivadavia
- Santa Lucía, en Kilómetro 3, Comodoro Rivadavia
- Santa María Goretti, en Comodoro Rivadavia
- Santo Domingo Savio, en Comodoro Rivadavia[3]
- Nuestra Señora del Valle, en Kilómetro 5, Comodoro Rivadavia
- Nuestra Señora de Fátima, en Kilómetro 8, Comodoro Rivadavia
- San Juan Bautista, en Próspero Palazzo, Comodoro Rivadavia
- Sagrado Corazón de Jesús, en Laprida, Comodoro Rivadavia[4]
- Cuasiparroquia San Cayetano, en Comodoro Rivadavia[5]
- Santa Teresita, en Sarmiento
- San Miguel Arcángel, en Río Mayo[6]
- Cristo Rey, en Rada Tilly[7]

## Historia
La diócesis fue erigida el 11 de febrero de 1957 con la bula Quandoquidem adoranda del papa Pío XII, por división de la diócesis de Viedma. El 10 de abril de 1961 perdió los territorios de la provincia de Santa Cruz y de Tierra de Fuego al ser creada la diócesis de Río Gallegos.
La diócesis tiene escasez de sacerdotes, algunos son ancianos, con 80 años o más, y otros con problemas de salud. Esta situación creó vacíos pastorales, en tanto el cardenal Jorge Mario Bergoglio, dijo estar "impresionado ante tanta pobreza de clero". Estas circunstancias según la Iglesia católica posibilita un constantemente avasallamiento por ataques y propuestas de las denominaciones evangélicas y de las sectas". Todo se resume en que esta diócesis es de las más pobres del país. Además, la Patagonia argentina es la región argentina que aglomera la mayor cantidad de evangélicos y la segunda mayor cantidad de ateos del país.
El 10 de abril de 1961 mediante la bula Ecclesiarum omnium del papa Juan XXIII, cedió una porción de su territorio para la erección de la diócesis de Río Gallegos.
El 14 de marzo de 2009 se erigió la prelatura territorial de Esquel mediante la bula De maiore spirituali bono del papa Benedito XVI. Con esta escisión dejó de abarcar el centro y noroeste de la provincia del Chubut; perdiendo los departamentos de Paso de Indios, Cushamen, Languiñeo, Tehuelches, y Futaleufú.
El 19 de octubre de 2023 cedió la vicaría Mar y Valle, que comprende los departamentos de Biedma, Florentino Ameghino, Rawson, Gaiman, Gastre, Mártires y Telsen para la erección por el papa Francisco de la diócesis de Rawson.

## Estadísticas
Según el Anuario Pontificio 2022 la diócesis tenía a fines de 2021 un total de 507 120 fieles bautizados.
| Año                                                                             | Población            | Población | Población      | Sacerdotes | Sacerdotes    | Sacerdotes    | Bautizados por sacerdote | Diáconos permanentes | Religiosos | Religiosos | Parroquias |
| Año                                                                             | Bautizados católicos | Total     | % de católicos | Total      | Clero secular | Clero regular | Bautizados por sacerdote | Diáconos permanentes | Varones    | Mujeres    | Parroquias |
| ------------------------------------------------------------------------------- | -------------------- | --------- | -------------- | ---------- | ------------- | ------------- | ------------------------ | -------------------- | ---------- | ---------- | ---------- |
| 1964                                                                            | 170 000              | 185 000   | 91.9           | 38         | 5             | 33            | 4473                     |                      | 43         | 56         | 17         |
| 1970                                                                            | 123 000              | 170 000   | 72.4           | 45         | 13            | 32            | 2733                     |                      | 35         | 43         | 14         |
| 1976                                                                            | 176 000              | 195 000   | 90.3           | 47         | 9             | 38            | 3744                     | 1                    | 41         | 52         | 19         |
| 1980                                                                            | 188 000              | 220 000   | 85.5           | 49         | 12            | 37            | 3836                     | 1                    | 39         | 44         | 19         |
| 1990                                                                            | 300 000              | 350 000   | 85.7           | 44         | 20            | 24            | 6818                     |                      | 28         | 49         | 22         |
| 1999                                                                            | 327 000              | 387 000   | 84.5           | 49         | 28            | 21            | 6673                     |                      | 24         | 76         | 26         |
| 2000                                                                            | 300 000              | 356 587   | 84.1           | 49         | 27            | 22            | 6122                     |                      | 28         | 88         | 28         |
| 2001                                                                            | 330 000              | 390 000   | 84.6           | 46         | 24            | 22            | 7173                     |                      | 26         | 87         | 30         |
| 2002                                                                            | 345 000              | 412 912   | 83.6           | 44         | 26            | 18            | 7840                     |                      | 22         | 85         | 32         |
| 2003                                                                            | 345 900              | 412 912   | 83.8           | 44         | 26            | 18            | 7861                     |                      | 22         | 83         | 33         |
| 2004                                                                            | 345 000              | 412 912   | 83.6           | 41         | 25            | 16            | 8414                     |                      | 19         | 81         | 33         |
| 2006                                                                            | 353 000              | 422 000   | 83.6           | 39         | 25            | 14            | 9051                     |                      | 17         | 78         | 33         |
| 2013                                                                            | 469 000              | 604 000   | 77.6           | 34         | 23            | 11            | 13 794                   | 2                    | 12         | 58         | 28         |
| 2016                                                                            | 483 186              | 623 200   | 77.5           | 35         | 28            | 7             | 13 805                   | 14                   | 8          | 56         | 28         |
| 2019                                                                            | 497 650              | 642 770   | 77.4           | 39         | 30            | 9             | 12 760                   | 12                   | 12         | 44         | 29         |
| 2021                                                                            | 507 120              | 655 530   | 77.4           | 35         | 29            | 6             | 14 489                   | 13                   | 6          | 40         | 29         |
| Fuente: Catholic-Hierarchy, que a su vez toma los datos del Anuario Pontificio. |                      |           |                |            |               |               |                          |                      |            |            |            |

## Episcopologio
- Carlos Mariano Pérez Eslava, S.D.B. † (13 de marzo de 1957-26 de diciembre de 1963 nombrado arzobispo de Salta)
- Eugenio Santiago Peyrou, S.D.B. † (24 de junio de 1964-19 de febrero de 1974 renunció)
- Argimiro Daniel Moure Piñeiro, S.D.B. † (5 de abril de 1975-8 de septiembre de 1992 falleció)
- Pedro Luis Ronchino, S.D.B. † (30 de enero de 1993-19 de febrero de 2005 retirado)
- Virginio Domingo Bressanelli, S.C.I. (19 de febrero de 2005-10 de febrero de 2010 nombrado obispo coadjutor de Neuquén)
- Joaquín Gimeno Lahoz, (15 de julio de 2010 - 19 de octubre de 2023, retirado)
- Jorge Luis Wagner, ( electo 22 de febrero de 2024 )